# Venter (Anatomie)
Der Begriff Venter (lat. venter = „Bauch, Unterleib“, auch „Körperhöhle“ und „Ausgehöhltes“) bezeichnet in der Zoologie und Medizin den Bauch oder Unterleib. In der Anatomie wird auch ein Muskelbauch als Venter bezeichnet, wie beispielsweise beide durch eine Zwischensehne getrennten Teile des Musculus digastricus, die Venter anterior bzw. posterior genannt werden. In der Insektenkunde kann mit Venter die Unterseite eines Segmentes, das Abdomen oder die Unterseite des Abdomens angesprochen werden.
Das vom Substantiv abgeleitete Adjektiv ventral ist eine anatomische Lage- und Richtungsbezeichnung und bedeutet „bauchwärts“.